# ジュー・ホアン語族
ジュー・ホアン語族（ジュー・ホアンごぞく、Ju–ǂHoan）またはクン・ホワン語族（クン・ホワンごぞく、!kung–ǂHoan）、Kx'a語族 (Kx'aごぞく、Kx'a languages)は2010年に認定された語族であり、ǂ’Amkoe語 (ǂHoan語)とクン語 (Juu語)が含まれる。両語の関係性は約10年前から考えられてきた。ツウ語族と同様、南アフリカに土着の2語族のうちの一つで、この2語族は地域的な類型的類似がみられる。

## 言語
- ǂ’Amkoe語 (3方言, ǂHȍȁn, Nǃaqriaxe, Sàsí; 消滅寸前)
- クン語 (ǃXunまたはJu とも。かつては 北コイサン語; 方言集合体)